# Charles André van Loo

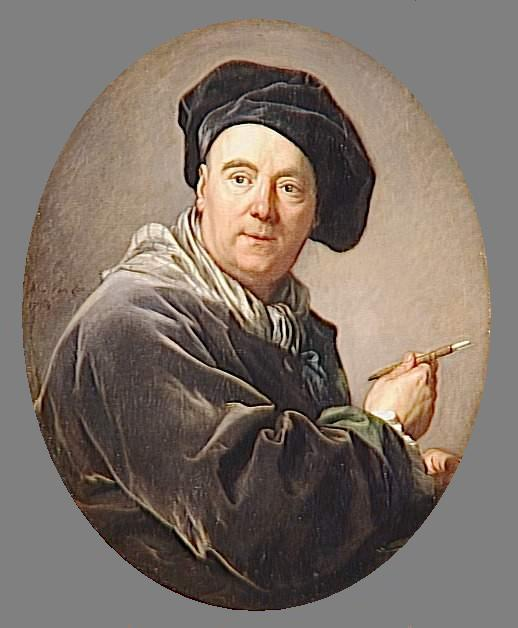
Portrait von Carle van Loo 1764, von Louis-Michel van Loo, Versailles.

Charles André van Loo, genannt Carle van Loo oder auch Carle Vanloo, (* 15. Februar 1705 in Nizza; † 15. Juli 1765 in Paris) war ein französischer Maler.

## Leben
Er war der Sohn des Malers Louis Abraham van Loo (1656–1712) und stammte aus einer ursprünglich flandrischen Künstlerfamilie: sein Großvater Jacob van Loo (1614–1670) und sein (um 21 Jahre) älterer Bruder Jean-Baptiste van Loo (1684–1745) waren ebenfalls Maler. Carle machte zu seiner Zeit eine steile Karriere und war der bekannteste Maler der Dynastie der van Loo im 17. und 18. Jahrhundert.

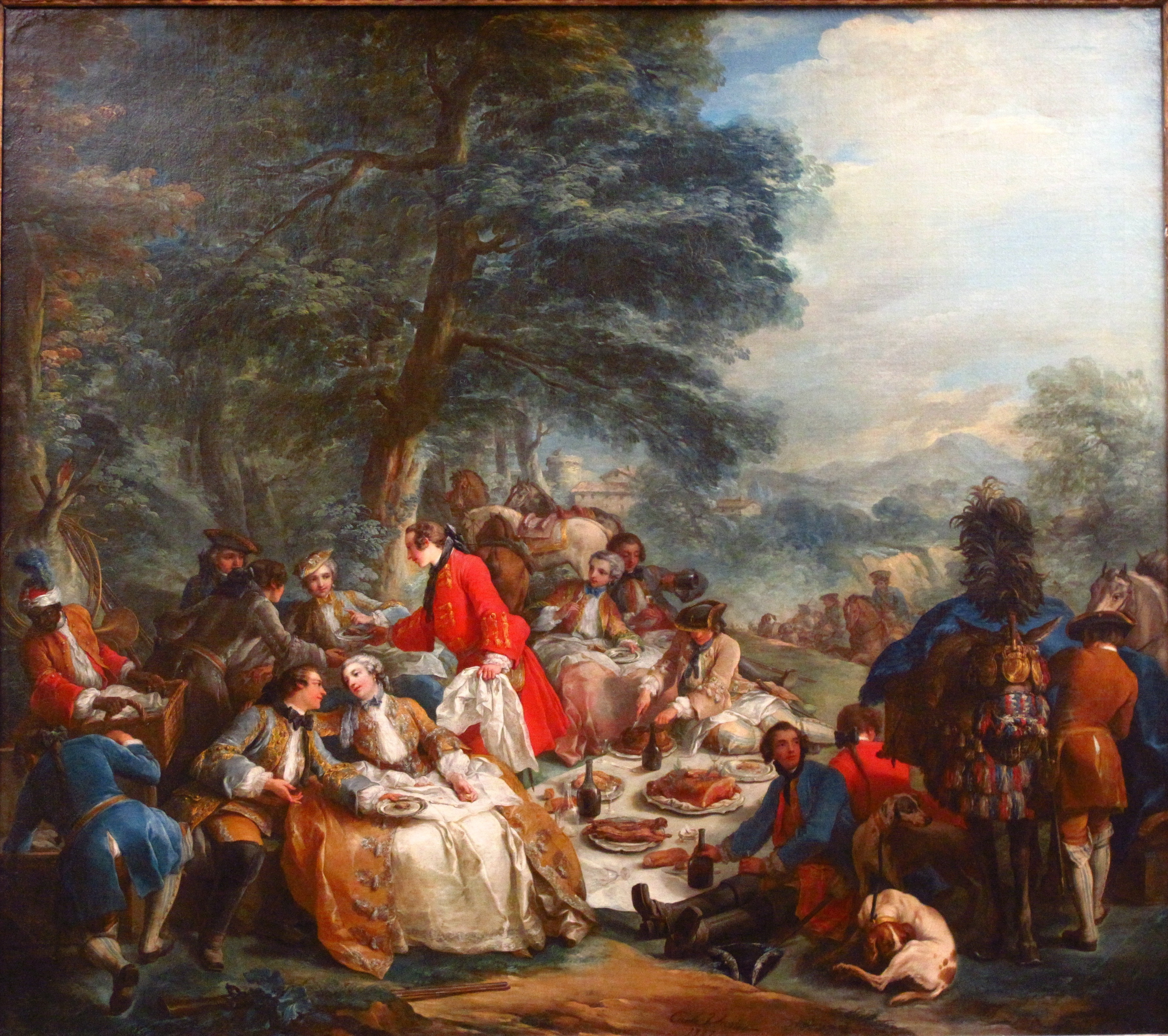
Halte de chasse (Rast bei der Jagd), 1737.

Da er seinen Vater mit 7 Jahren verlor, wurde er von seinem Bruder Jean-Baptiste in dessen Familie aufgezogen, dem er bei zwei Reisen nach Italien (1712–1715 und 1716–1718) nach Turin und Rom folgte. Auf der zweiten dieser Reisen erhielt er Zeichenunterricht vom Maler Benedetto Luti und studierte beim Bildhauer Pierre Legros. Verschiedene galante und sonstige Abenteuer hinderten ihn nicht am erfolgreichen Studium der Malerei, ließen ihn aber ansonsten ziemlich ungebildet. Er soll auch ein Schüler Pierre Goberts, eines Hofmalers von Ludwig XIV. gewesen sein.
1720 ging er nach Paris, wo sein erstes Ölgemälde Der gute Samariter (1723) entstand. Er assistierte seinem Bruder bei mehreren Aufträgen, insbesondere der Restaurierung der Galerie von Franz I. im Schloss von Fontainebleau (1724). Er erhielt seinen ersten Auftrag 1725 mit Der Darstellung Jesu im Tempel für den Kapitelsaal von Saint-Martin-des-Champs. Für Jakob reinigt sein Haus vor der Abfahrt nach Bethel erhielt er 1724 den Prix de Rome der Akademie.
Mit dem Preis war eigentlich ein Rom-Aufenthalt an der dortigen französischen Akademie verbunden, die Akademie hielt aber das Geld zurück und so musste er die Reise nach Italien durch Porträtzeichnungen und Dekorationsmalereien für die Pariser Oper selbst verdienen, so dass er erst im Mai 1728 in Rom ankam, zur gleichen Zeit wie sein künftiger Rivale François Boucher und seine Neffen Louis-Michel van Loo (1707–1771) und François van Loo (die Söhne seines Bruders Jean-Baptiste). In Italien wurde er für seine Trompe-l’œil-Malerei von Deckengemälden mythologischer und religiöser Szenen bekannt (z. B. La Glorification de saint Isidore, 1729), was ihm die Aufmerksamkeit des Papstes Benedikt XIII. verschaffte. Sein in dieser Zeit wichtigstes Werk ist sein Äneas trägt Anchises (1729).
Über Florenz reiste er 1732 nach Turin, wo er für den König Karl Emmanuel III. von Sardinien Diana und ihre Nymphen ruhen sich aus in der Decke der Räume der Königin im Jagdschloss Stupinigi und eine Reihe von Ölgemälden für den Palazzo Reale in Turin malte.
1733 kehrte er aufgrund des Polnischen Erbfolgekrieges nach Paris zurück, wo er 1734 eintraf. Dort wurde er im August 1734 in die Königliche Kunstakademie (Académie royale de peinture et de sculpture) zugelassen und 1735 ihr Mitglied, nicht zuletzt wegen seines Gemäldes Apoll schindet Marsyas. Seine Karriere machte nun rasche Fortschritte. 1737 wurde er Professor an der Académie und war mit einer Reihe mythologischer Gemälde (sogenannte Supraporten bzw. dessus-de-porte, in die Wandvertäfelung eingelassene Leinwandgemälde) der fürstlichen Wohnräume des Hôtel de Soubise beauftragt. 1747 malte er eine allegorische Komposition Asien für den Salon der Stadtwohnung von Samuel-Jacques Bernard (1686–1753) in der Rue du Bac in Paris. Gleichzeitig malte er eine Reihe religiöser Gemälde wie Der Heilige Karl Borromäus gibt den Leprakranken die Kommunion von 1743 für die Kapelle von Saint-Marcel der Kathedrale von Notre Dame de Paris, Die Anbetung der Engel (1751) für die Maria-Himmelfahrt Kapelle der Kirche Saint-Sulpice oder sechs Tafelgemälde mit Szenen aus dem Leben des heiligen Augustinus für den Chor der Kirche Petits-Pères (1746–1755). Für die Pariser Gesellschaft war er außerdem mit seinen Porträts von Personen in damals populären türkischen Gewändern sehr in Mode.
Van Loo wurde gleichermaßen vom Hof als auch von Madame de Pompadour unterstützt. 1736 malte er exotische Jagdszenen für die Galerie der Petits Appartements du Roi im Schloss von Versailles (Bärenjagd und die Straußenjagd), die gleichzeitig auch Boucher ausmalte. 1744 malte er Szenen für das Kabinett des Dauphin in Versailles. 1747–1748 malte er zwei große Porträts des Königs und der Königin. Ebenso arbeitete er regelmäßig für die Pompadour und malte 1764: Les Arts implorant la Destinée d’épargner la vie de Md. de Pompadour (Die Künste flehen das Schicksal an, das Leben von Md.de Pompadour zu schonen).
Im April 1749 wurde er der erste Leiter der École royale des élèves protégés. 1754 wurde er zum Rektor und im Juni 1763 zum Direktor der Akademie gewählt. Er wurde 1750 geadelt und 1751 zum Chevalier de l’ordre de Saint-Michel ernannt. Im Juni 1762 wurde er Premier peintre du Roi (Erster Maler des Königs). 1764 unternahm er eine kurze Reise nach London und starb ein Jahr später auf dem Höhepunkt seines Ruhms. Sein berühmtester Schüler war Jean-Honoré Fragonard. Weitere Schüler waren Jean-Baptiste Deshays (1729–1765), der Schwiegersohn von Boucher, François-Hubert Drouais (1727–1775), gleichzeitig Schüler von Boucher, Louis Jean François Lagrenée (1724–1805), Nicolas-Bernard Lépicié (1735–1784) und Johann Heinrich Tischbein der Ältere (1722–1789).
Er war mit der Sopranistin Antonia Christina van Loo (1704–1785), der Schwester des italo-französischen Violinisten und Komponisten Giovanni Battista Somis, verheiratet. Beide lernten sich 1733 während seines Aufenthaltes in Turin kennen. Das Paar hatte vier Kinder, die das Erwachsenenalter erreichten: Marie-Rosalie van Loo (1737–1762) und Jules César Denis van Loo (1749–1821), Jean François van Loo und Charles van Loo.

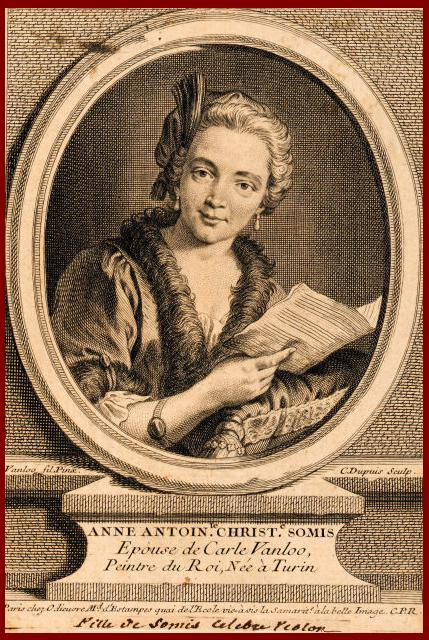
Anne Antonia Christina Somis (1704–1785)

## Hauptwerke

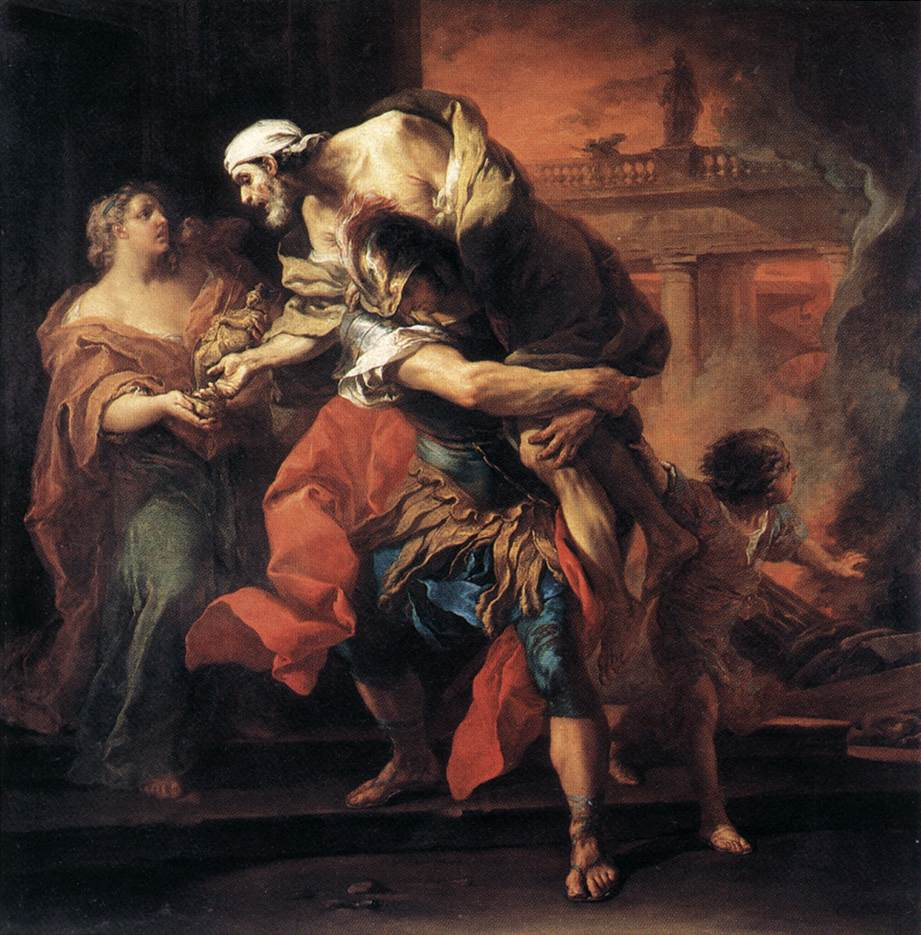
Äneas trägt Anchises, 1729.

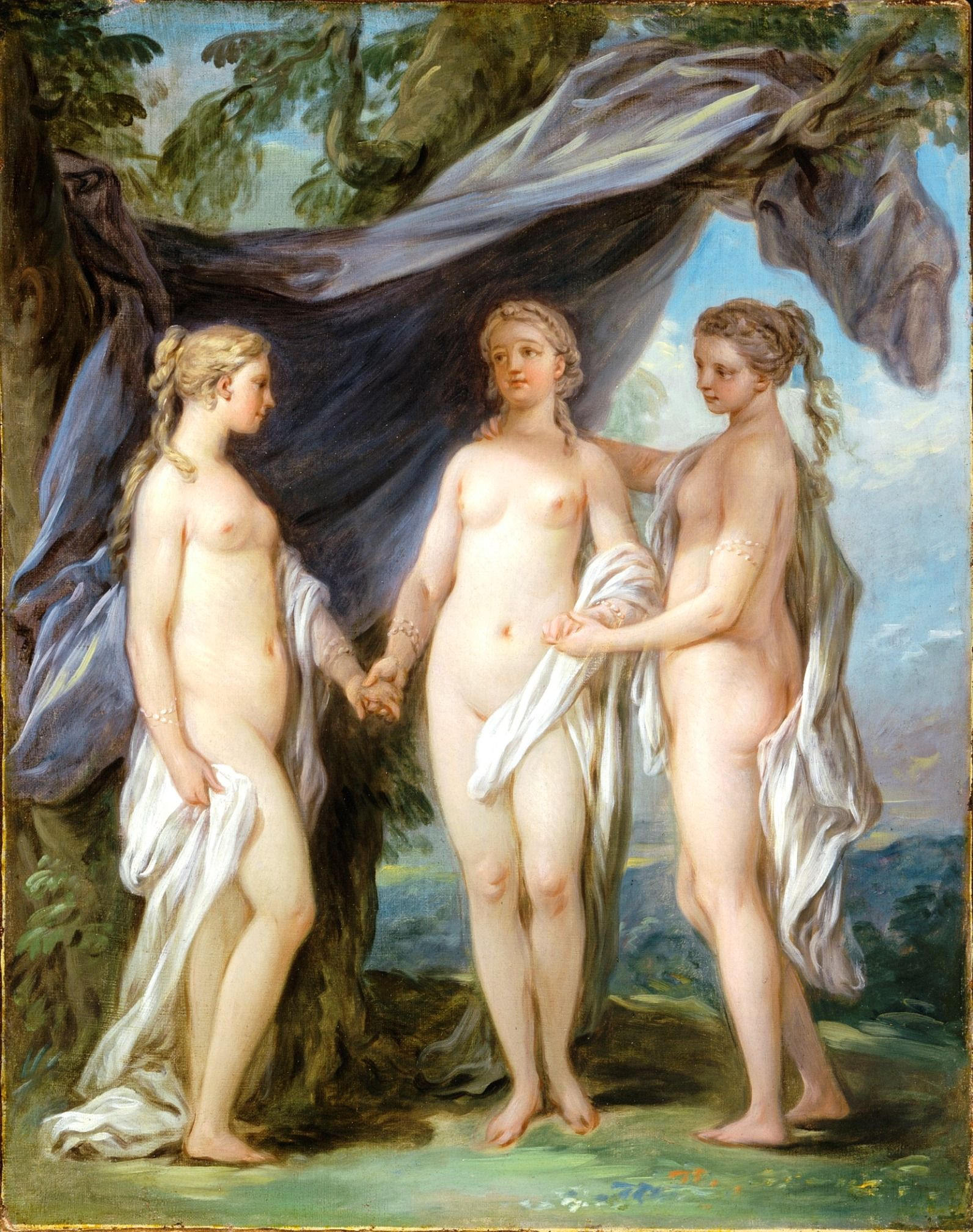
Die drei Grazien, um 1763, Vorstudie für das am Salon gezeigte und später vom Maler zerstörte Werk Les Grâces enchaînées par l’Amour

Carle van Loo arbeitete für den Hof, die Gobelin-Manufaktur, die Kirche und für reiche Privatleute in fast allen Genres: religiösen, historischen, mythologischen und allegorischen Gemälden, Genreszenen (insbesondere türkische Sujets). Friedrich Melchior Grimm hielt ihn für den ersten Maler Europas und Voltaire stellte ihn auf eine Stufe mit Raffael. Am Ende des 18. Jahrhunderts verlosch sein Stern, und die Schüler von Jacques-Louis David erfanden das Schimpfwort „vanlotter“.
Carle van Loo war ein Maler von meisterhafter Technik. In den „leichteren“ Sujets kam er zwar in der Beliebtheit seiner Zeitgenossen nicht an seinen großen Rivalen Boucher heran, aber seine Genreszenen wie der Halt bei der Jagd von 1737 im Louvre liefern heute ein authentisches Bild des höfischen Lebens der Zeit Ludwigs XV. Von herausragender Bedeutung sind die subtilen Zeichnungen und Gemälde aus seinem Familienleben, die zum Teil für die Öffentlichkeit gedacht waren.

### Mythologische Szenen und Allegorien
- Äneas trägt Anchises, 1729, Paris, Louvre.
- Theuseus zähmt den Stier von Marathon, um 1730, Los Angeles, Los Angeles County Museum of Art.
- Bacchus und Ariadne, ca. 1732, Privatbesitz.
- Apollo und Marsyas, 1735, Paris, Hochschule der Künste (École nationale supérieure des beaux-arts)
- Perseus und Andromeda, ca. 1735–1740, Sankt Petersburg, Eremitage.
- Sieg Alexanders gegen Porus, 1738, Los Angeles, Los Angeles County Museum of Art.
- Innendekoration des Hôtel de Soubise, Rue des Francs-Bourgeois, Paris:
  - Mars und Vénus (in situ);
  - Merkur übergibt den Holzfällern Äxte (in situ);
  - Toilette der Venus (1738, in situ).
- L'Asie, ca. 1747, Jerusalem, The Israel Museum.
- Die Trunkenheit Silens, 1747, Nancy, Musée des Beaux-Arts de Nancy.
- Neues Innendekor des Salle du Conseil in Fontainebleau 1751–1753:
  - Der Krieg
  - Die Erde
  - Die Tapferkeit (La Valeur).
- Jupiter und Antiope, 1753, St. Petersburg, Eremitage.
- Die Malerei, Die Musik, Die Architektur 1753, San Francisco, Kunstmuseum.
- Neptun und Amymone, ca. 1757, Nizza, Musée Chéret (Karton für eine Tapete) und Paris, Musée du Louvre.
- Die Drei Grazien, ca. 1763, Vorstudie für Les Grâces enchaînées par l’Amour, Los Angeles, Los Angeles County Museum of Art.[7]
- Die Künste flehen das Schicksal an, das Leben von Md. de Pompadour zu schonen, 1764, Pittsburgh, The Frick Art Museum.

### Genreszenen
- La Chasse à l’Ours (Bärenjagd), 1736, Amiens, Musée de Picardie.
- Halte de chasse (Rast bei der Jagd), 1737, Paris, Musée du Louvre.
- Picknick im Grünen nach der Jagd, 1737, New York City, Metropolitan Museum of Art.
- Der Pascha lässt seine Maitresse malen, 1737, Richmond, Virginia Museum of Fine Arts.
- Der Sultan gibt ein Konzert für seine Maitresse, 1737, London, The Wallace Collection.
- Straußenjagd, 1738, Amiens, Musée de Picardie.
- Die spanische Lektüre, 1754, St. Petersburg, Eremitage.

### Religiöse Malerei

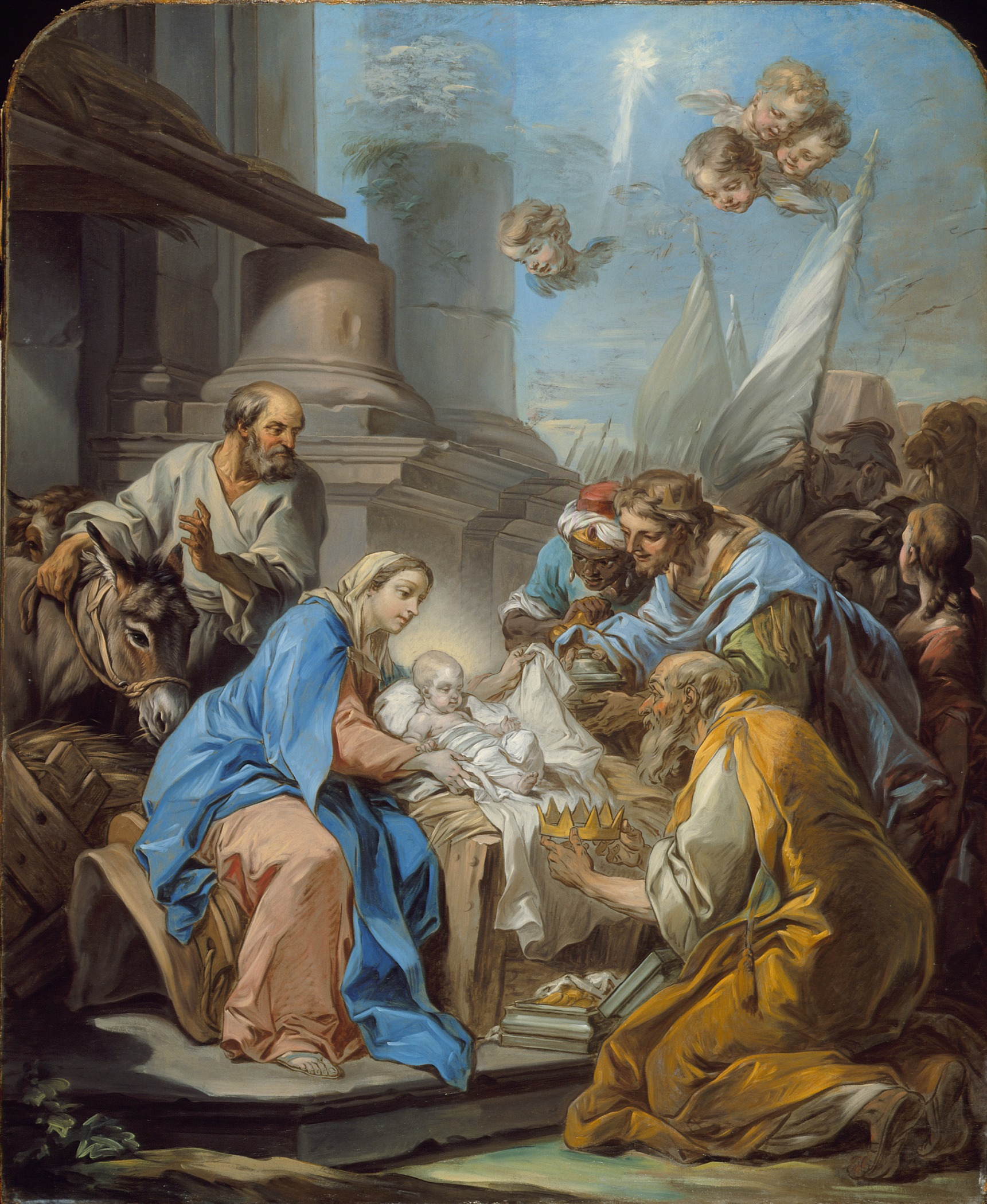
Anbetung der heiligen drei Könige, v. 1760.

- Der gute Samariter, 1723, Montpellier, Musée Fabre.
- Jakob reinigt sein Haus vor seiner Abfahrt nach Bethel, 1724.
- Die Präsentation von Christus im Tempel, 1725, Lyon, Kathedrale Saint-Jean.
- Die Glorifizierung des Heiligen Isidor, 1729, Rom, Kirche San Isidoro.
- Der Heilige Karl Borromäus gibt den Leprakranken die Kommunion, 1743, Paris, Notre-Dame.
- Die Predigt des heiligen Antonius,1746–55 Öl auf Leinwand, Notre-Dame-des-Victoires, Paris.
- Anbetung der Engel, 1751, Brest, Musée des Beaux-Arts.
- Bekehrung des Heiligen Hubertus, 1758, Rambouillet, Kirche Saint-Lubin-et-Saint-Jean.
- Anbetung der heiligen drei Könige, ca. 1760, Los Angeles, Los Angeles County Museum of Art.
- Blaue Jungfrau, 1765, Paris, Kirche Saint-Merry.
- Martyrium des Heiligen Étienne, Valenciennes, Musée des Beaux-Arts.

### Porträts
- Marie Leczinska, Königin von Frankreich (1703–1768), 1747, Schloss von Versailles.
- Ludwig XV., 1748, Schloss Versailles.
- Ludwig XV., 1751, Schloss Versailles
- Portrait von Jacques-Germain Soufflot (1714–1781), Schloss Versailles.
- Portrait der unschuldigen Guillemette de Rosnyvinen de Pire, 1762, Rennes, Musée des Beaux-Arts.
- Giovanni Battista Somis
- Lorenzo Somis